# Список растений, занесённых в Красную книгу Ивановской области
В списке указаны все растения, вошедшие в Красную книгу Ивановской области, по состоянию на 2010 год.

## Отдел Хвойные

### Класс Хвойные
- Семейство Сосновые — Pináceae
  - Пихта сибирская — Abies sibirica

## Отдел Цветковые

### Класс Двудольные
- Семейство Лютиковые — Ranunculáceae
  - Борец шерстистоустый — Aconítum lasiostómum
  - Воронец колосистый — Actaéa spicáta
- Семейство Яснотковые — Lamiáceae
  - Живучка мохнатая — Ájuga genevénsis
- Семейство Зонтичные — Umbellíferae
  - Дудник болотный — Angelica palustris
- Семейство Капустные — Brassicáceae
  - Резуха повислая — Arabis pendula
- Семейство Вересковые — Ericaceae
  - Толокнянка обыкновенная — Arctostáphylos úva-úrsi
- Семейство Гвоздичные — Caryophylláceae
  - Песчанка скальная — Arenaria saxatilis
- Семейство Кирказоновые — Aristolochiaceae
  - Кирказон ломоносовидный — Aristolóchia clematítis

### Класс Однодольные
- Семейство Частуховые — Alismatáceae
  - Частуха ланцетная — Alisma lanceolatum
- Семейство Амариллисовые — Amaryllidáceae
  - Лук угловатый — Allium angulosum
  - Лук огородный — Allium oleraceum
- Семейство Спаржевые — Asparagaceae
  - Спаржа лекарственная — Asparágus officinális